# Elektromagnetisk induktion

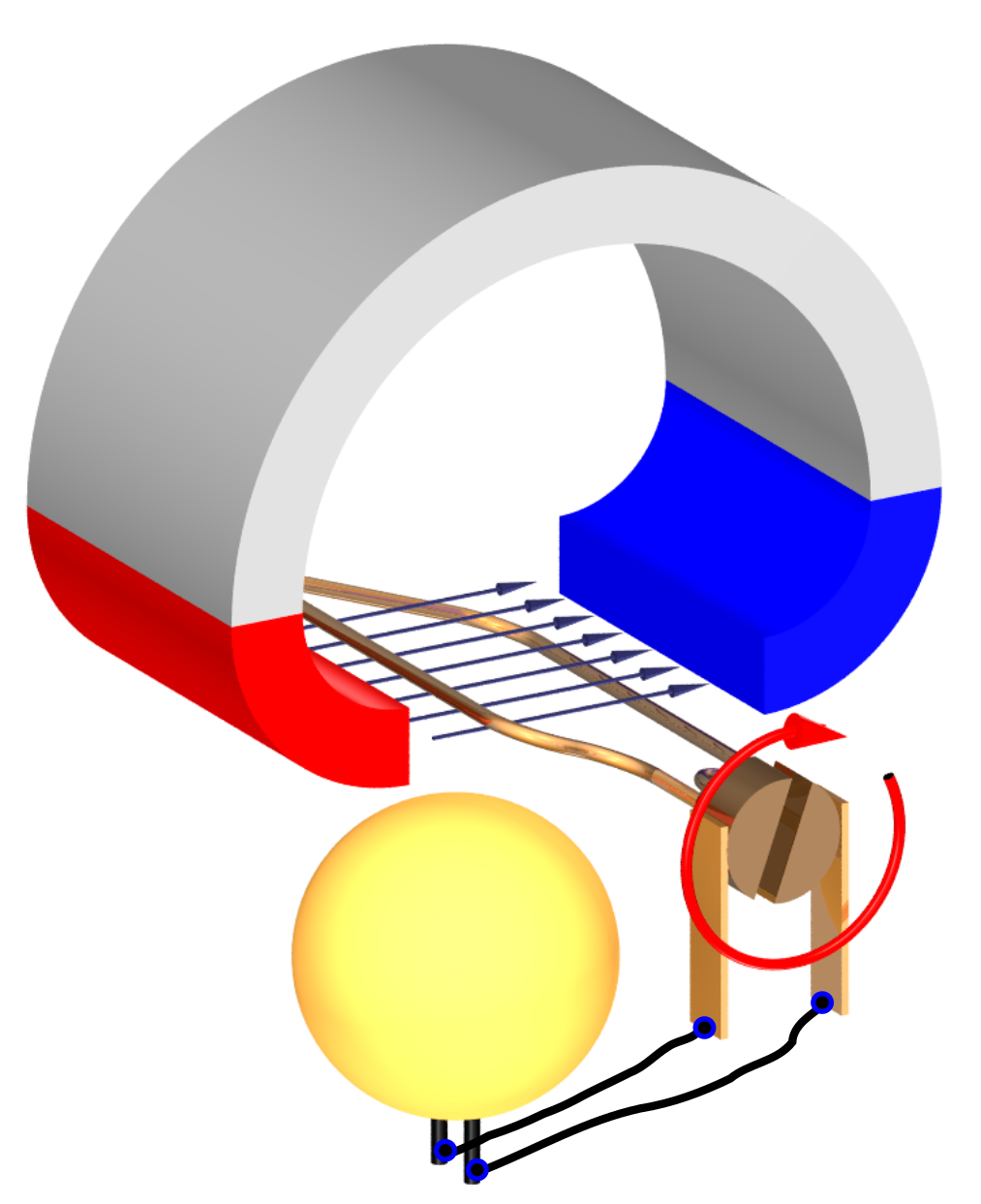
Schematisk bild av induktiv elektrisk generator

Induktion innebär att en elektrisk ström alstras (induceras) i en elektrisk ledare, om denna rör sig genom ett magnetfält eller om ett omgivande magnetfält ändras. Spänning uppstår då och elektronerna i ledaren rättar sig efter det nya magnetfältet. Detta fenomen nyttjas i exempelvis, mikrofoner och i elektriska generatorer. En vanlig konstruktion av en generator är en spole som roterar i ett magnetfält. Spänningen som skapas, blir starkare om magneterna har starkare magnetfält, om spolen har fler varv eller om spolen roterar snabbare.

## Historik
Induktionseffekten upptäcktes av britten Michael Faraday under 1830-talet, och beskrevs matematiskt i Maxwells elektromagnetiska ekvationer. Den började användas industriellt vid 1800-talets slut.
Enligt sägnen skall en politiker ha frågat Faraday till vilken nytta effekten var, och Faraday ska ha svarat att politikern en dag skulle kunna uppbära skatt på den.

## Matematisk beskrivning
Om e är den elektromotoriska spänningen och Φ är det magnetiska flödet så gäller för en transformator att:
{\displaystyle e=-{d\Phi  \over dt}}  per lindningsvarv.
För en rak ledare med längden {\displaystyle l} som rör sig i ett magnetfält {\displaystyle B} med hastigheten {\displaystyle v}:
{\displaystyle e=B\cdot v\cdot l}
Riktningen på en eventuell ström ges av Lenz lag vilken innebär att den inducerade strömmen motverkar sin orsak.
{\displaystyle \oint _{C}{\vec {E}}\cdot d{\vec {l}}=-{\frac {\partial }{\partial t}}\int \int _{S}{\vec {B}}\cdot d{\vec {S}}}
Den magnetiska kraften {\displaystyle F} är lika med den magnetiska flödestätheten {\displaystyle B} multiplicerad med strömmen {\displaystyle i} och längden på ledaren {\displaystyle l}:
{\displaystyle F=B\cdot i\cdot l,\,}
där den komponent av flödestätheten som är vinkelrät mot strömmen används.

## Etymologi
Ordet induktion kommer från latinets inducere = "att leda in".